# Cho Chi-hyo
Cho Chi-Hyo (Incheon, 6 de diciembre de 1970) es un exjugador de balonmano surcoreano que jugaba de lateral derecho. Su último equipo fue el Incheon DTC. Fue un componente de la selección de balonmano de Corea del Sur.

## Palmarés

### Pfadi Winterthur
- Liga de balonmano de Suiza (7): 1995, 1996, 1997, 1998, 2002, 2003, 2004
- Copa de Suiza de balonmano (2): 1998, 2003

### Kadetten Schaffhausen
- Liga de balonmano de Suiza (2): 2005, 2006
- Copa de Suiza de balonmano (1): 2005

## Clubes
| Club                     | País          | Año         |
| ------------------------ | ------------- | ----------- |
| Pfadi Winterthur         | Suiza         | 1994 - 2004 |
| Kadetten Schaffhausen    | Suiza         | 2004 - 2006 |
| Wacker Thun              | Suiza         | 2006 - 2007 |
| HBW Balingen-Weilstetten | Alemania      | 2007 - 2009 |
| Incheon DTC              | Corea del Sur | 2009 - 2010 |